# Poephila personata
Poephila personata là một loài chim trong họ Estrildidae.